# Видодо Ади Сучипто
Видодо Ади Сучипто (индон. Widodo Adi Sutjipto род. 1 августа 1944) — индонезийский военный и политический деятель, адмирал. Главнокомандующий Национальной армией Индонезии (1999-2002), министр-координатор по вопросам политики, права и безопасности Индонезии (2004-2009), и.о. министра внутренних дел (2007), и.о. государственного министра по делам административной реформы (2009). Член Президентского консультативного совета (с 2010).

## Биография
Родился 1 августа 1944 года в Боёлали, Центральная Ява. В 1968 году окончил Военно-морскую академию. С октября 1999 по июнь 2002 года возглавлял Национальную армию Индонезии, став первым представителем флота на этой должности. При президенте Сусило Бамбанге Юдойоно занимал ряд министерских должностей.